# Vijf Venen
Vijf Venen is een voormalig waterschap in de provincie Groningen.
In 1943 verzochten de schappen Hebrecht en Honderd Deimt en de N.V. Ontginningsmaatschappij De Verenigde Groninger Gemeenten om het oprichten van een waterschap. Dit werd opgericht in 1947 en had als taak de zorg voor een goede afwatering en het aanleggen en onderhouden van wegen. In 1963 werden de taken overgenomen door Westerwolde. Het waterschap bleef echter als aflossingsschap bestaan tot 1968. 
Waterstaatkundig gezien ligt het gebied sinds 2000 binnen dat van het waterschap Hunze en Aa's.